# Ceratozaury
Ceratozaury (Ceratosauria) – infrarząd dinozaurów z podrzędu teropodów. Obejmował zwierzęta mniej zaawansowane ewolucyjnie niż tetanury. Ceratozaury miały po cztery palce na „dłoniach”, podczas gdy późniejsze tetanury nie więcej niż trzy, a wcześniejsze herrerazaury – pięć. Znane w zapisie kopalnym od jury do końca kredy Ich szczątki znajdywano na wielu kontynentach, w Ameryce, Afryce, Eurazji. 
Nazwa Ceratosauria została ukuta przez Othniela Charlesa Marsha w 1884 roku dla monotypowej rodziny Ceratosauridae obejmującej rodzaj Ceratosaurus. W 1989 roku Rowe przedstawił definicję filogenetyczną typu branch-based ceratozaurów, była ona jednak niekompletna. Sytuację taksonomiczną tej grupy komplikowało formułowanie nowych i często odmiennych definicji filogenetycznych. Według Sereno (2005) Ceratosauria to najszerszy klad obejmujący Ceratosaurus nasicornis, ale nie Passer domesticus.

## Klasyfikacja
- Infrarząd Ceratosauria
  -  ?Chuandongocoelurus
  - Elaphrosaurus
  - Limusaurus
  -  ?Lukousaurus
  - Spinostropheus
  - Rodzina Ceratosauridae
    - Ceratosaurus
    - Genyodectes

  - Nadrodzina Abelisauroidea
    - Genusaurus
    -  ?Ozraptor
    - Tarascosaurus
    - Rodzina Abelisauridae
    - Rodzina Noasauridae

## Filogeneza
Kladogram według analizy Xu Xing i in., 2009.
|  | Limusaurus    |
|  |               |
|  | Elaphrosaurus |
|  |               |

|                | Ceratosaurus                                                  |
|                |                                                               |
| Abelisauroidea | \| \| Noasauridae \| \| \| \| \| \| Abelisauridae \| \| \| \| |
|                | \| \| Noasauridae \| \| \| \| \| \| Abelisauridae \| \| \| \| |
|                | Noasauridae                                                   |
|                |                                                               |
|                | Abelisauridae                                                 |
|                |                                                               |

|  | Noasauridae   |
|  |               |
|  | Abelisauridae |
|  |               |

|  | Limusaurus    |
|  |               |
|  | Elaphrosaurus |
|  |               |

|                | Ceratosaurus                                                  |
|                |                                                               |
| Abelisauroidea | \| \| Noasauridae \| \| \| \| \| \| Abelisauridae \| \| \| \| |
|                | \| \| Noasauridae \| \| \| \| \| \| Abelisauridae \| \| \| \| |
|                | Noasauridae                                                   |
|                |                                                               |
|                | Abelisauridae                                                 |
|                |                                                               |

|  | Noasauridae   |
|  |               |
|  | Abelisauridae |
|  |               |